# 妖扬
妖揚，原名王敬軒（1993年2月27日—），中国大陆男演员、模特，出生於辽宁市。2018年畢業於湖南师范大学新闻与传播学院，男性，满族，辽宁本溪市人，中國大陆歌手、模特、演員。畢業於遼寧師範大學播音主持專業。曲風以汉语古风音乐为主。2018年1月，他作為表演嘉賓參加人民大會堂“天涯明月刀”主題演唱會，並為“琅琊榜2”手遊演唱官方推廣曲《無憂歌》。同年12月，參加愛奇藝《國風好聽跪》錄製，與黃詩扶合唱歌曲《何必詩債換酒錢》、《赴鴻門》等歌曲。2021年，他在仙侠古装剧《千古玦塵》中出演東華上君首徒的閑善。

## 影视作品
- 2021年，《千古玦尘》 饰 闲善
- 2024年，《月上朝颜》(网络剧) 饰 任时缺[4]
- 2025年，《开画！少女漫》(2021年拍攝) 饰 叶崎[5]

## 演唱會

### 演唱會
| 日期       | 主題         | 地點          | 備註 |
| ---------- | ------------ | ------------- | ---- |
| 2023-09-09 | 《今夕何夕》 | 上海·蜚聲live |      |

### 音樂節
| 日期       | 主題                                | 地點                          | 備註 |
| ---------- | ----------------------------------- | ----------------------------- | ---- |
| 2023-10-03 | 《國風天華》                        | 太陽宮劇場                    |      |
| 2023-10-21 | 《2023FANTOWM成都翻糖音樂節》       | 成都露天音樂公園              |      |
| 2023-11-25 | 《冒險家次元動漫展*風月無邊音樂節》 | 杭州拱墅T-CAR汽車文化主題公園 |      |

## 外部連接
- 王敬軒（妖扬） （页面存档备份，存于）的新浪微博
- QQ音乐上妖扬的歌曲 （页面存档备份，存于）